# Iguanura bicornis
Iguanura bicornis är en enhjärtbladig växtart som beskrevs av Odoardo Beccari. Iguanura bicornis ingår i släktet Iguanura och familjen Arecaceae. Inga underarter finns listade i Catalogue of Life.